# 章僑
章僑（1488年—1543年），字處仁，號蓉峰，浙江蘭谿縣（今浙江省蘭溪市）人，明朝政治人物。

## 生平
正德十一年（1516年）丙子科浙江乡试第六名举人，正德十二年（1517年）聯捷丁丑科會試一百七十六名，三甲一百九十六名进士，礼部观政，授行人司行人。嘉靖元年六月，升任禮科給事中。改任禮科左給事中。出任衡州府知府。升广西按察司副使，十五年起复河南信陽兵备副使，十六年二月改任山西提学副使，轉贵州布政使司右参政，嘉靖十九年（1540年）七月，担任山东按察使；嘉靖二十年六月，升任山西右布政使，后官至福建左布政使。二十二年卒于官，年五十六。

## 家族
曾祖章翼，县丞。祖父章簡。父章冕。母徐氏。具庆下。弟章儀、章俨、章佐。

## 延伸阅读
[在维基数据编辑]
 《明史卷二百〇八》，出自《明史》

| 官衔          | 官衔                          | 官衔        |
| ------------- | ----------------------------- | ----------- |
| 前任： 劉友仁 | 明朝衡州府知府 1530年－1532年 | 繼任： 周詔 |